# Jartum Norte

Situación del distrito de Jartum Norte.

Jartum Norte (15°38′37″N 32°33′19″E / 15.64361, 32.55528), ciudad de Sudán, en la confluencia de los ríos Nilo Blanco y Nilo Azul. La ciudad, con una población en rápido crecimiento, cuenta con 1.725.570 habitantes (2007). Está unida por puentes con Jartum y Omdurmán.

## Historia
El asentamiento original en Jartum Norte, Halfaya, fue durante mucho tiempo el asentamiento más grande en el área de la confluencia del Nilo antes de que los egipcios establecieran Jartum como su guarnición militar y centro administrativo en la década de 1820. A partir de entonces, fue eclipsado por el Jartoum egipcio, su reemplazo mahdista Omdurman y la refundación británica de Jartoum luego de su reconquista del país en 1898. Jartum Norte comenzó a crecer nuevamente, sin embargo, como el término sur del Ferrocarril Militar de Sudán, que fue se completó en 1899.
El 20 de agosto de 1998, Estados Unidos bombardeó, con tres misiles de crucero Tomahawk, la fábrica farmacéutica Al-Shifa situada en Jartum Norte. El gobierno de EE. UU. justificó el ataque al afirmar que la fábrica se usaba para procesar el agente nervioso VX y que los propietarios de la planta tenían vínculos con al-Qaeda. El ataque tuvo lugar una semana después del escándalo Lewinsky, lo que provocó que algunos comentaristas describieran el ataque como una distracción para el público estadounidense del escándalo sexual de Bill Clinton.

## Evolución Demográfica
| Año             | Población |
| --------------- | --------- |
| 1956            | 39.100    |
| 1973            | 150.989   |
| 1983            | 341.155   |
| 1993            | 700.887   |
| 2007 Estimación | 1.725.570 |